# Стефан Вейн
Стефан Вейн (нід. Stephan Patrick Veen, 27 липня 1970) — нідерландський хокеїст на траві, олімпійський чемпіон.

## Біографія
Стефан Вейн народився 27 липня 1970 року у Гронінгені. У 1990 році Стефан став чемпіоном світу з хокею на траві. На Олімпійських ігах в Атланті (1996) Стефан у складі збірної Нідерландів став чемпіоном (у фіналі Нідерланди перемогли збірну Іспанії з рахунком 3-1). У 1998 році Вейн став кращим хокеїстом року за версією Міжнародної федерації хокею на траві (через два роки Стефан знову здобув це звання). На Олімпійських іграх у Сіднеї (2000) спортсмен став дворазовим олімпійським чемпіоном. 

## Виступи на Олімпіадах
| Олімпіада    | Дисципліна     | Місце |
| ------------ | -------------- | ----- |
| Атланта 1996 | хокей на траві | 1     |
| Сідней 2000  | хокей на траві | 1     |